# Curitiba Challenger 1990
Il Curitiba Challenger 1990 è stato un torneo di tennis facente parte della categoria ATP Challenger Series nell'ambito dell'ATP Challenger Series 1990. Il torneo si è giocato a Curitiba in Brasile dall'8 al 14 ottobre 1990 su campi in cemento.

## Vincitori

### Singolare
Pedro Rebolledo ha battuto in finale  Javier Frana con il punteggio di 6–1, 7–5

### Doppio
Hendrik Jan Davids /  Jacco Eltingh hanno battuto in finale  César Kist /  Danilo Marcelino con il punteggio di 6–4, 3–6, 6–3